# Al-Dżala
Al-Dżala (arab. الجلاء) – miasto w Syrii, w muhafazie Dajr az-Zaur. W 2004 roku liczyło 9171 mieszkańców.